# 君 想ふ 〜春夏秋冬〜
『君 想ふ 〜春夏秋冬〜』（きみ おもう しゅんかしゅうとう）は、2018年10月10日に発売された倉木麻衣初のコンセプト・アルバム。

## 概要
倉木にとって初のコンセプト・アルバムとなる。アルバム自体のリリースとしては、テレビアニメ『名探偵コナン』とコラボしたコンピレーション盤『倉木麻衣×名探偵コナン COLLABORATION BEST 21 -真実はいつも歌にある!-』以来であり、オリジナル・アルバムとしても前作『Smile』からおよそ1年半ぶりでもある。
倉木は、アルバムタイトルの「春夏秋冬」について「あらためて日本の魅力を感じた時に、まず四季がありますよね。音楽も四季に似ていて、いろんな移り変わりで心情を表現するものだと思うんです。その曲を聴くと春の季節を思い出したりとか、それはすごく素敵だなと思ったので、四季をテーマに作らさせていただきました。」と語り、「君 想う」については「3月8日の国際女性デーを普及させるための『HAPPY WOMAN PROJECT』のために作った「WE ARE HAPPY WOMEN」という、女性を思った楽曲があったり、『名古屋ウィメンズマラソン』を走るランナーのみなさんにエールを送る「Do it!」があったり、相手にそっと寄り添って見つめるような曲が、すごく多い」ためと語っている。また、本作は41stシングル「渡月橋 〜君 想ふ〜」からできあがっていったため、同曲を最後に持ってきている。
初回限定盤 (CD+DVD) は、サブタイトルにもなっている「春夏秋冬」をモチーフとした、「春」「夏」「秋」「冬」の4形態で発売される。収録内容などは統一だが、4種類ともにジャケットがそれぞれ異なっている。
収録曲のうち「花言葉」は三菱電機の録画テレビ 「REAL 4K」のイメージソングとしてすでに決定しており、同曲のミュージック・ビデオは三菱チームにより倉木麻衣初の4KMVとして撮影され、2018年9月7日に公開された。また、同曲のミュージック・ビデオには更に高画質なHDRバージョンがある。
2018年10月からは、本アルバムを引っ提げ全4都市のホールを廻る2018年度全国LIVE「Mai Kuraki Live Project 2018 “Red it be 〜君 想ふ 春夏秋冬〜”」が開催された。

## チャート成績
「君 想ふ 〜春夏秋冬〜」は2018年10月9日付のオリコンにおけるアルバムのデイリーランキングでは推定売上枚数10,143枚で2位にランクインし、10月22日付のオリコンにおけるアルバム週間ランキングでは、3位にランクインした他、2018年10月度の月間アルバムランキングでは、推定売上枚数26,897枚で11位にランクインした。
また「君 想ふ 〜春夏秋冬〜」はBillboard Japanによる2018年10月22日付のHot Albumsでも初登場4位を記録している。

## 収録曲

### CD
デジタル配信としてリリースされた「WE ARE HAPPY WOMEN」「Do it!」「Light Up My Life」「今宵は夢を見させて」の4曲はいずれも、CD初音源化となっている他、未発表の新曲3曲を含む全8曲が収録されている。
| 全作詞: 倉木麻衣。 |                                      |          |               |                    |      |
| #                  | タイトル                             | 作詞     | 作曲          | 編曲               | 時間 |
| 1.                 | 「Light Up My Life」(配信シングル)   | 倉木麻衣 | shilo         | 三谷秀甫           | 4:27 |
| 2.                 | 「Be Proud 〜we make new history〜」 | 倉木麻衣 | 中村泰輔      | 中村泰輔           | 4:29 |
| 3.                 | 「花言葉」                           | 倉木麻衣 | 大野愛果      | 鶴澤夢人, 池田大介 | 4:23 |
| 4.                 | 「WE ARE HAPPY WOMEN」(配信シングル) | 倉木麻衣 | 大野愛果      | 徳永暁人           | 4:07 |
| 5.                 | 「Do it!」(配信シングル)             | 倉木麻衣 | 徳永暁人      | 徳永暁人           | 3:52 |
| 6.                 | 「真っ赤な傘 ～京都の雨～」          | 倉木麻衣 | Hiroki Sagawa | Hiroki Sagawa      | 3:31 |
| 7.                 | 「今宵は夢を見させて」(配信シングル) | 倉木麻衣 | サイレンジ！  | 久下真音           | 4:05 |
| 8.                 | 「渡月橋 〜君 想ふ〜」(41stシングル) | 倉木麻衣 | 徳永暁人      | 徳永暁人           | 4:05 |

### 初回限定盤DVD
- 「花言葉」Music Clip
- 「今宵は夢を見させて」Music Clip
- 「渡月橋 〜君 想ふ〜」Music Clip

## タイアップ
| 楽曲                             | タイアップ | 起用年 |
| -------------------------------- | --- | ------ |
| Light Up My Life                 | PlayStation 4 / Nintendo Switch 用ソフトウェア『戦場のヴァルキュリア4』主題歌。                                                                                                 |        |
| Be Proud 〜we make new history〜 | 日本ユニシス創立60周年記念ソング。 |        |
| 花言葉                           | 三菱録画テレビ REAL 4K イメージソング。 京都市政CMソング。 日本テレビ系『バズリズム02』2018年9月度オープニングテーマ。 BS11・KBS京都『京都浪漫 悠久の物語』エンディングテーマ。 |        |
| WE ARE HAPPY WOMAN               | HAPPY WOMANテーマソング。 |        |
| Do it!                           | 名古屋ウィメンズマラソン2018公式応援ソング。 |        |
| 今宵は夢を見させて               | テレビアニメ『つくもがみ貸します』エンディングテーマ。 |        |
| 渡月橋 〜君 想ふ〜               | 劇場版『名探偵コナン から紅の恋歌』主題歌。 テレビアニメ『名探偵コナン』2017年10月 - 12月度エンディングテーマ。                                                                 |        |